# Кара Мухаммед
Кара Мухаммед Туртуш (*д/н — 1388) — 2-й бей Кара-Коюнлу в 1378—1388 роках. Повне ім'я Кара Мухаммед Туртуш ібн Байрам Ходжа.

## Життєпис
Походив зі знатного туркменського роду. Небіж Байрам Ходжи, засновника племінної конфедерації Кара-Коюнлу. У 1378 році Кара мухаммед зумів об'єднати усіх Кара-Коюнлу, створивши потужне військо. Своєю резиденцією обрав місто Ван. У 1382 році уклав мирний договір з джалаїрським султаном Гійас ад-діном Ахмадом. Після цього виступив проти шейха Алі, брата Ахмада, що отаборився в Тебризі й оскаржував владу останнього. Доволі швидко Кара Мухаммед розбив супротивника, захопивши південний Азербайджан.
У 1384 році виступив проти Іси аз-Захіра Надж ад-діна (з династії Артукидів), володаря Мардіна, якому завдав поразки й змусив визнати свою зверхність. В подальшому Кара Мухаммед розширив свої володіння до Мосула. Водночас уклав союз з Мамлюцьким султанатом. Натомість отримав від султана Баркука почесний титул бея (бія). У 1385—1386 роках до Південного Азербайджану вдерся Тохтамиш, хан Золотої Орди, який сплюндрував Тебриз.
У 1386 році вступив у війну з Ак-Коюнлу, допомігши емір Ерзінджану завдати останнім поразки. У 1387 році виступив проти Нахічевані, яку підкорив. В цей час свій похід до Північної Персії здійснював емір Тимур. Скориставшись цим Кара Мухаммед знову захопив Тебриз та Південний Азербайджан. У битві того ж року при фортеці Чапаг Кара Мухаммед зумів завдати поразки передовим частинам Тимура.,а потім зайняв гірські проходи. В свою чергу Тимур обійшов Кара Мухаммед, захопивши та сплюндрувавши основні бази постачання та міста Ван, Мараш, Хілат, відступивши на південь Персії.
У 1388 році Кара Мухаммеда та його сина Байрама було вбито родичем Кара Пір-Гасаном. Проте владу зумів відвоювати інший син Кара Мухаммеда — Кара Юсуф.